# Dalton Trevisan
Pour les articles homonymes, voir Trevisan.
Dalton Trevisan, né le 14 juin 1925 à Curitiba (Paraná) et mort le 9 décembre 2024 dans la même ville, est un écrivain brésilien très connu pour ses contes courts, spécialement O vampiro de Curitiba (publié en 1965), qui étonne la société brésilienne à la date de sa publication.

## Biographie

### Famille et jeunesse
Dalton Trevisan vient d’une famille d’origine italienne. Son père est propriétaire d’un grand nombre d’immeubles et aussi d’une usine de verre et céramique. Il  épouse Yole Maria Bonato Trevisan avec laquelle il a deux filles, Rosana et Isabel.
En 1998, à 66 ans, sa femme décède d’un cancer. Quelques années plus tard, sa fille Isabel décède aussi d’un cancer, à moins de 40 ans.
Plus tard, Dalton Trevisan habite encore à Curitiba, où vivent aussi ses deux frères, sa fille Rosana et ses petits enfants.

### Carrière
Dalton Trevisan étudie le droit à l'université fédérale du Paraná (UFPR) et  travaille comme avocat pendant sept ans à Curitiba. Il commence à écrire des contes courts quand il est encore étudiant en droit et, entre les années 1946 et 1948, il travaille comme éditeur de la revue littéraire Joaquim, une publication qui réunit la production de différents écrivains et poètes brésiliens aussi célèbres, comme Antonio Candido, Mário de Andrade et Carlos Drummond de Andrade, et est illustrée par des artistes connus, comme Poty Lazzarotto, Di Cavalcanti et Heitor dos Prazeres. Dans cette revue, Dalton Trevisan publie les textes qui, plus tard, sont utilisés dans ses premiers livres, Sonata ao Luar (1945) et Sete Anos de Pastor (1948).

### Vie privée
Pour son comportement extrêmement discret et réservé, l’auteur a reçu le nom de « Vampire de Curitiba », comme le titre de son plus célèbre livre. Il est très rare de voir Dalton Trevisan en public et il y a déjà plus de 40 ans qu’il ne donne aucune interview à la presse et qu’il ne va à aucun évènement littéraire. Il n’est même jamais allé aux cérémonies des prix qu’il a reçus.

## À propos de son œuvre
La plus grande partie de la production littéraire de Dalton Trevisan est inspirée par le contexte urbain de Curitiba, où il habite encore, caché du harcèlement des médias et du public — raison pour laquelle il a obtenu le nom de Vampire de Curitiba. Ses histoires, souvent considérées brutales, représentent avec cynisme les angoisses du quotidien dans les grandes villes brésiliennes, la misère et le désespoir, et interrogent la moralité qui masque la perversion et la violence appartenant à la condition humaine. L’auteur a reçu quatre fois le plus grand prix littéraire brésilien, le Jabuti : en 1960, avec Novelas nada exemplares ; en 1964, avec Cemitério de elefantes ; en 1965, avec O Vampiro de Curitiba ; en 2011 avec Desgracida. En 2012, il a été choisi à l’unanimité par les membres du jury du prestigieux Prix Camões pour avoir contribué à l’enrichissement de la littérature lusophone.
L’œuvre de Dalton Trevisan comprend des contes courts qui sont entièrement inspirés par son appréciation de la société de Curitiba et du comportement des gens qui y vivent. Cependant les relations sociales que Trevisan observe ne représentent pas seulement la société de Curitiba mais les relations universelles qui sont établies dans la société humaine. Dans ses histoires Trevisan décrit les drames psychologiques du quotidien, les vices, les perversions et les angoisses provoquées par les relations humaines. De cette manière, ses contes sont universels et parlent de la condition humaine. La thématique de l’absurde existentiel est présente dans tous les contes de Trevisan et montre sa vision désenchantée de l’humanité. Les personnages daltoniens sont stéréotypés, incapables de sentiments nobles et marqués par le désespoir face à la vie, destinés à l’obsession du désir physique qui provoque le vampirisme social. La plupart des femmes s’appellent Maria et la plupart des hommes s’appellent João, des noms génériques qui ne distinguent pas l’identité de ses personnages.
Avec son humour complexe et son ironie, Dalton Trevisan nous rappelle qu’il faut continuer à vivre malgré le désespoir. Ses personnages n’arrivent jamais à résoudre leurs conflits, mais ils survivent.

## Œuvres
- Novelas nada Exemplares (1959)
- Cemitério de Elefantes (1964)
- Morte na Praça (1964)
- Vampiro de Curitiba (1965)
- Desastres do Amor (1968)
- Mistérios de Curitiba (1968)
- A Guerra Conjugal (1969)
- Rei da Terra (1972)
- Pássaro de Cinco Asas (1974)
- A Faca No Coração (1975)
- Abismo de Rosas (1976)
- A Trombeta do Anjo Vingador (1977)
- Crimes de Paixão (1978)
- Primeiro Livro de Contos (1979)
- Vinte Contos Menores (1979)
- Virgem Louca, Loucos Beijos (1979)
- Lincha Tarado (1980)
- Chorinho Brejeiro (1981)
- Essas Malditas Mulheres (1982)
- Meu Querido Assassino (1983)
- Contos Eróticos (livro) (1984)
- A Polaquinha (1985)
- Noites de Amor em Granada
- Pão e Sangue (1988)
- Em Busca de Curitiba Perdida (1992)
- Dinorá - Novos Mistérios (1994)
- Ah, É? (1994)
- 234 (1997)
- Vozes do Retrato - Quinze Histórias de Mentiras e Verdades (1998)
- Quem tem medo de vampiro? (1998)
- 111 Ais (2000)
- Pico na veia (2002)
- 99 Corruíras Nanicas (2002)
- Grande Deflorador (2002)
- Capitu Sou Eu (2003)
- Arara Bêbada (2004)
- Gente Em Conflito (2004)
- Macho não ganha flor (2006)
- Maníaco do Olho Verde (2008)
- Uma Vela Para Dario (2008)
- Violetas e Pavões (2009)
- Desgracida (2010)
- Anão e a Ninfeta (2011)
- Beijo na nuca (2014)

## Œuvres traduites en français
- Le Vampire de Curitiba [« O Vampiro de Curitiba »], trad. de Geneviève Leibrich et Nicole Biros, Paris, Éditions Métailié, coll. « Bibliothèque brésilienne », 1985, 159 p.  (ISBN 2-86424-039-4)